# Huntsdale (Misuri)
Huntsdale es un pueblo ubicado en el condado de Boone en el estado estadounidense de Misuri. En el Censo de 2010 tenía una población de 31 habitantes y una densidad poblacional de 544,05 personas por km².

## Geografía
Huntsdale se encuentra ubicado en las coordenadas 38°54′42″N 92°28′20″O / 38.91167, -92.47222. Según la Oficina del Censo de los Estados Unidos, Huntsdale tiene una superficie total de 0.06 km², de la cual 0.06 km² corresponden a tierra firme y (0%) 0 km² es agua.

## Demografía
Según el censo de 2010, había 31 personas residiendo en Huntsdale. La densidad de población era de 544,05 hab./km². De los 31 habitantes, Huntsdale estaba compuesto por el 100% blancos, el 0% eran afroamericanos, el 0% eran amerindios, el 0% eran asiáticos, el 0% eran isleños del Pacífico, el 0% eran de otras razas y el 0% pertenecían a dos o más razas. Del total de la población el 3.23% eran hispanos o latinos de cualquier raza.